# マディーナ・レイク
マディーナ・レイク(Madina Lake)とは、アメリカ合衆国イリノイ州シカゴにて結成されたポスト・ハードコアバンドである。
2006年にデビューを飾り、エモーショナルかつヘヴィーなロックサウンドで人気を獲得。日本でも人気が高い。

## 現在のメンバー
ネイサン・レオン / Nathan Leone (ヴォーカル)
- イリノイ州シカゴ生まれ。1998年に、兄のマシューと共に「The Blank Theory 」というバンドを結成していた。誕生日は、5月6日。

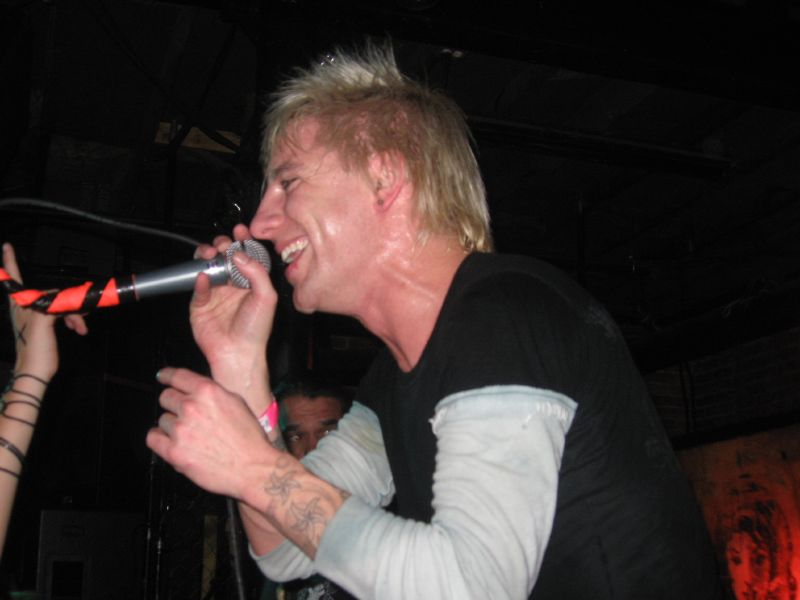
ネイサン・レオン

マシュー・レオン / Matthew Leone (ベース)
- ネイサンとは双子。
- 大学の頃は、プロサッカー選手を目指していた。
- 21歳の時に、初めてベースを手にした。

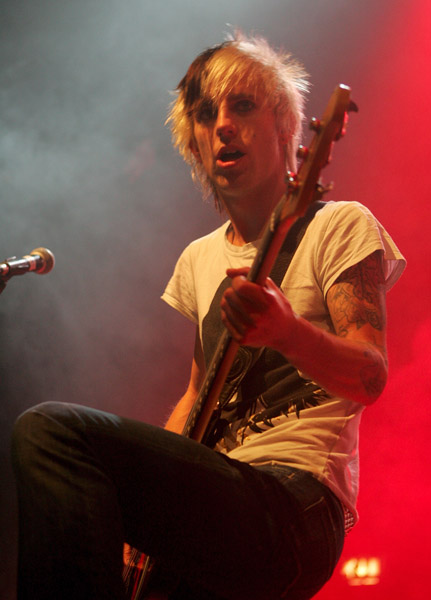
マシュー・レオン

マテオ・カマルゴ / Mateo Camargo (ギター・プログラミング・シンセサイザー)
- コロンビアで生まれる。しかし、フロリダ州オーランドにあるフル・セイル大学への進学を機にアメリカに移住した。誕生日は、3月11日。レオン兄弟と出会ったことをキッカケにMadina lakeに加わる。
- ダニエル・トレッリと共に「Reforma」というバンドに在籍していた。

ダニエル・トレッリ / Daniel Torelli (ドラム)
- ペンシルベニア州生まれ。誕生日は、8月7日
- 12歳の頃からドラムを叩いており、マーチングバンドのセクションリーダーを務めいていた。

## 略歴

### 2005年～2009年: ロードランナーとの契約から解除まで
2005年1月、イリノイ州シカゴにて"The Blank Theory"に在籍していたレオン兄弟と、"Reforma"に在籍していたマテオとダニエルの四人で"Madina Lake"を結成。
2006年10月3日、自主制作でミニアルバム「The Disappearance of Adalia」をリリース。このアルバムに目を付けたメジャーレーベルRoadrunnerから誘いが掛かり、契約を結ぶことに成功する。
2007年3月27日、1stアルバム『From Them, Through Us, to You』をリリース。同年8月には、「サマーソニック 07」にて、そして11月には、初の単独来日公演を行う。それからもまもなくして、大手音楽雑誌の"Kerrang!"が主催する「2007 Kerrang! Awards」にて「Best International Newcomer」を受賞する。
2009年4月には「PUNKSPRING09」にて来日公演を行う。そして、同年5月4日に2ndアルバム『Attics to Eden』をリリースし、ビルボードアルバムチャートにて初登場153位を記録している。

### 2010年～現在: マシューの手術から新たなスタートへ
2010年6月30日、ベーシストのマシューが、道で女性へ暴行を加える男性の姿を発見。すぐさま仲裁に入ったところ、その男性から激しい暴行を受け、一時意識不明の重体となった。しかし、この当時、アメリカでは健康保険加入に莫大な費用が掛かるため、マシューは無保険の状態だった。その為、ファンからの寄付を募り、それを治療費の一部にあてる方法を採った。その後、一度目の手術を行う。
2010年7月5日に、マシューの二度目の手術が無事終了した。
2010年12月には、自主制作EP『The Dresden Codex』をリリースしている。
2011年4月初頭に、メジャーレーベルの「Razor & Tie / Sony」との契約を結ぶ。また、ニューアルバム『World War III』が、同年の9月13日にリリースされた。1stシングルは「Hey Superstar」。ちなみに、このアルバムは各方面から高い評価を得ており、音楽情報サイト「IGN」は「新旧のファン双方を満足させられる、純粋に素晴らしいロックアルバム」と称し、そのスコアを90点としている。なお、日本国内盤は「Hydrant Music」から9月14日に発売されており、2010年発表のEP『The Dresden Codex』からボーナストラックが収録されている。

2013年　最新作『ワールド・ウォーIII』を3部作の最終章と位置付けし、その物語が完結したことにより、MADINA LAKEとしての活動休止を発表した。
2017年1月　1stアルバム『From Them, Through Us, to You』の10周年、FACEBOOKのプロフィール写真が「Please Stand By」に更新される。
2017年2月　同年5月からのUKリユニオンツアーを発表し、活動を再開する。
2020年9月　EP『The Beginning Of New Endings』を発表。

## ディスコグラフィー

### アルバム
| 発売日        | アルバムのタイトル            | 販売レーベル                  | 全米ビルボードアルバムチャート最高位 | セールス |
| 2007年3月27日 | From Them, Through Us, to You | Roadrunner                    | 154位                                | -        |
| 2009年5月4日  | Attics to Eden                | Roadrunner                    | 153位                                | -        |
| 2011年9月13日 | World War III                 | Sony / Razor & Tie            |                                      |          |
| 2020年9月4日  | The Beginning Of New Endings  | Strange Entertainment Records |                                      |          |

### シングル

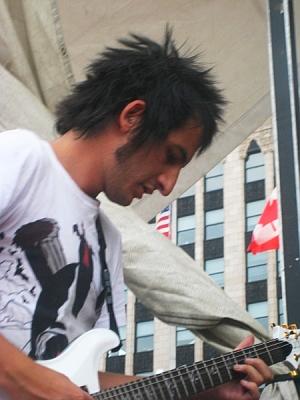
マテオ・カマルゴ

| 発表   | 曲名                  | 各チャート最高位 | 各チャート最高位 | 各チャート最高位 | 収録アルバム                  |
| 発表   | 曲名                  | Hot Modern Rock  | UK Singles       | UK Rock          | 収録アルバム                  |
| ------ | --------------------- | ---------------- | ---------------- | ---------------- | ----------------------------- |
| 2007年 | "House of Cards"      | 38               | —                | —                | From Them, Through Us, to You |
| 2007年 | "Here I Stand"        | —                | 141              | 2                | From Them, Through Us, to You |
| 2007年 | "One Last Kiss"       | —                | —                | —                | From Them, Through Us, to You |
| 2008年 | "Pandora"             | —                | —                | —                | From Them, Through Us, to You |
| 2009年 | "Never Take Us Alive" | —                | —                | 10               | Attics to Eden                |
| 2011年 | "Hey Superstar"       | —                | —                | —                | World War III                 |

### EP
- The Disappearance of Adalia (2006)
- The Dresden Codex (2010)

## テレビ番組「FEAR FACTOR」への出演
ネイサンとマシューの二人は、MADINA LAKEとしての活動資金を得るため、アメリカの危険なゲームに挑戦するというテレビ番組「FEAR FACTOR」の、双子のみを対象にした特別大会に出演した。
「ヘリコプターからの中吊り」、「塹壕をよじ登る」、「牛の内臓で出来たプールでの水泳」などのゲームを行って優勝。優勝賞金5万ドルを獲得した。手に入れた賞金は、自主製作盤のレコーディング費などに使われた。

## トリビア
- 1stアルバム『From Them, Through Us, to You』に収録されている"Morning Sadness"という楽曲は、ネイサン・レオンが、自分の亡き母に向けて書いたものである。